# فرامرز پایور
فرامرز پایور، (زادهٔ ۲۱ بهمن ۱۳۱۱ در تهران – درگذشتهٔ ۱۸ آذر ۱۳۸۸ در تهران) موسیقی‌دان ایرانی، ردیف‌دان، آهنگ‌ساز، مدرس و نوازنده سنتور و محقق موسیقی ایرانی بود. وی چهره ماندگار و یکی از تأثیرگذارترین چهره‌های موسیقی ایرانی است.

## آغاز کار هنری
فرامرز پایور در ۲۱ بهمن ۱۳۱۱ در تهران به دنیا آمد. پدرش علی پایور، هنرمند نقاش و استاد زبان فرانسه در دانشگاه تهران و پدربزرگش مصورالدوله، نقاش چیره‌دست دوره قاجار بود که با نواختن ویولن، سنتور و سه‌تار آشنایی داشت. پایور، تحصیلات ابتدایی و متوسطه را در دبستان عسجدی و دبیرستان دارالفنون تهران به پایان رساند. او در سال ۱۳۳۱ وارد خدمت نظام شد و یک سال بعد به استخدام وزارت دارایی درآمد.
وی در ۱۷ سالگی، آموزش موسیقی را نزد «ابوالحسن صبا» آغاز کرد در مدت شش سال ردیف موسیقی را فراگرفت. هنگامی که فرامرز پایور برای فراگیری سنتور به کلاس درس «ابوالحسن صبا» در خیابان ظهیرالاسلام رفت، سه سال از درگذشت آخرین بازماندهٔ سنتورنوازان افسانه‌ای از نسل پیشین، «حبیب سماعی» می‌گذشت. ابوالحسن صبا که خود در دوره نوجوانی، سنتورنوازی را نزد «علی اکبرخان شاهی» و با تکنیکی گوناگون با روش خاندان سماعی فراگرفته بود، پس از مدتی نشست و برخاست با «حبیب سماعی»، روش سنتورنوازی او را برتر از استاد پیشین خود یافت؛ بنابراین با کوشش فراوان پاره‌ای از بداهه‌نوازی‌های وی را نت‌نویسی کرد. سپس «ابوالحسن صبا» کوشش کرد تا با آموزش روش درست سنتورنوازی به‌شماری از شاگردانش، از برافتادن روش سنتورنوازی نزدیک به آیین‌های هنری و زیباشناسی موسیقی دستگاهی ایران جلوگیری کند. در همین دوران، فرامرز پایور، یکی از برجسته‌ترین شاگردان «صبا» شد و تا سال ۱۳۳۶ که «ابوالحسن صبا» درگذشت، از آموزش‌های وی بهره برد.

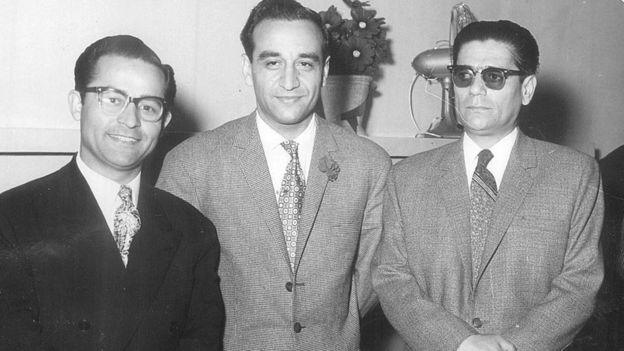
حسین تهرانی، فرامرز پایور و حسین دهلوی

پس از درگذشت ابوالحسن صبا، پایور نزد استادانی چون عبداله دوامی، موسی معروفی و نورعلی‌خان برومند به فراگیری ردیف درویش‌خان و ردیف میرزا عبدالله پرداخت.

## فعالیت حرفه‌ای
فرامرز پایور از سال ۱۳۳۳، کار خود را در وزارت فرهنگ و هنر آن زمان و از سال ۱۳۳۷ آموزش سنتور را در هنرستان عالی موسیقی ملی آغاز کرد. او اولین سنتورنوازی بود که روی سنتور، نواسازی می‌کرد و تخصص او، تنها در پی بداهه‌نوازی نبود. به بیان دیگر، نخستین آهنگ‌سازی بود که ساز تخصصی او، سنتور بود.

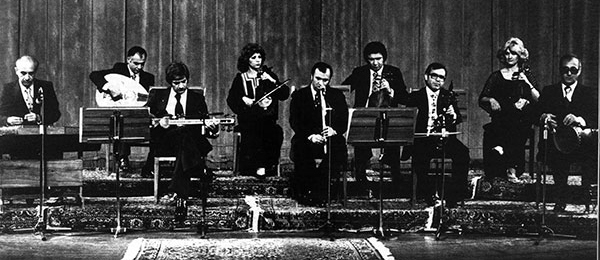
ارکستر وزارت فرهنگ و هنر به سرپرستی فرامرز پایور

او سپس هارمونی و کمپوزیسیون را در کلاس «امانوئل ملیک اصلانیان» آموخت. در سال ۱۳۴۱ برای ادامه تحصیلات کلاسیک خود، از طرف وزارت فرهنگ و هنر به انگلستان فرستاده شد. از دانشگاه کمبریج در زبان و ادبیات انگلیسی دانشنامه گرفت و در تمام این سال‌ها تلاش فراوانی در جهت معرفی موسیقی ایرانی و سنتور به محافل دانشگاهی انگلستان انجام داد که برنامه‌های دلپذیری از آن سال‌ها در آرشیو رادیو بی‌بی‌سی وجود دارد. در این سال‌ها، برای شناساندن موسیقی اصیل ایرانی، از طرف دانشگاه لندن و دانشگاه کمبریج از او خواسته شد تا کنفرانس‌هایی در این زمینه همراه با ساز خود ترتیب دهد. همه این کنفرانس‌ها با موفقیت انجام شد و از سوی این دانشگاه‌ها به دریافت جوایزی نائل گردید.
بازگشت پایور از انگلستان، همزمان با آغاز برگزاری جشن‌های هنر شیراز بود. او همه ساله با گروه اساتید و گروه نوازندگان فرهنگ و هنر، نمونه‌های ارزنده‌ای از آثار بزرگان موسیقی ملی و نیز آثار خود را در این جشن‌ها اجرا می‌نمود. پایور در سال ۱۳۴۷ از وزارت دارایی به وزارت آموزش و پرورش (سازمان مبارزه با بی‌سوادی) منتقل و در سال ۱۳۵۵ بازنشسته شد.
«محمدرضا شجریان» در سال ۱۳۵۰ با فرامرز پایور آشنا شد و یادگیری سنتور و ردیف‌های آوازی را با او دنبال کرد.

## سکته مغزی و درگذشت

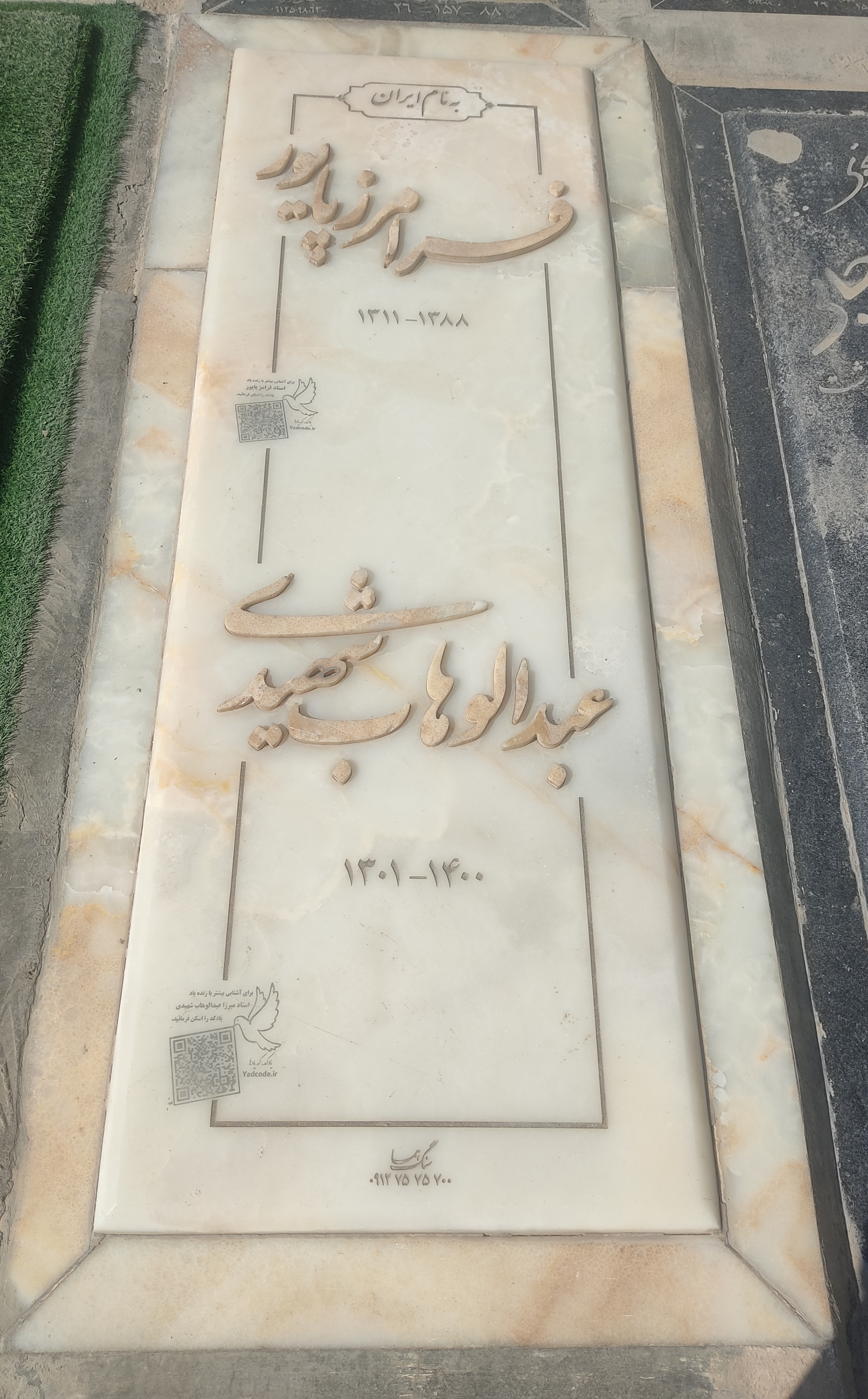
قبر فرامرز پایور در قطعه هنرمندان بهشت زهرا

فرامرز پایور، در سال ۱۳۷۸ دچار سکتهٔ مغزی شد و از آن زمان تا زمان مرگ نتوانست فعالیت هنری خود را ادامه دهد. با این حال، در این سال‌ها، برخی آثار قدیمی وی با تنظیم مهرداد دلنوازی و خوانندگی سالار عقیلی و با تأیید او تهیه و اجرا شدند. پایور سرانجام ۱۸ آذر ۱۳۸۸ در بیمارستان شهید باهنر منظریه تهران به علت ایست قلبی و مشکل تنفسی درگذشت.

## آثار هنری
چکیده آثار فرامرز پایور در زمینه موسیقی به شرح زیر است:
- بیش از هزار و پانصد ساعت اجرای گروهی و فردی روی صحنه‌های داخل و خارج از کشور
- آهنگ‌سازی و تنظیم قطعات فراوان موسیقی
- تربیت صدها شاگرد از چهار نسل متوالی
- نت‌نویسی قطعات فراوانی از پیشینیان
- حضور در هنرستان و هنرکده موسیقی ملی، اداره هنرهای زیبا و واحد موسیقی رادیو تلویزیون ملی ایران
- نگارش کتب آموزشی سنتور (دومین کتاب «دستور سنتور» را در ۱۳۴۰[۱۰] بعد از حسین صبا نوشت که تاکنون پرفروش‌ترین کتاب آموزش موسیقی در ایران بوده است)
- نظارت بر کار گروه‌های دیگر و تصحیح آن‌ها
- کار با خوانندگان بسیاری از جمله عبدالوهاب شهیدی، محمدرضا شجریان، محمود خوانساری، احمد ابراهیمی، خاطره پروانه، سیما بینا، مرضیه، نادر گلچین، سروش ایزدی، شهرام ناظری، حمیدرضا نوربخش، علی رستمیان، علیرضا افتخاری و بسیاری خوانندگان دیگر

کوشش‌های فرامرز پایور، پلی بود بین میراث ابوالحسن صبا و مرتضی محجوبی و جریانی که جوانان موسیقی‌دان و تحصیل‌کرده در دانشکده هنرهای زیبا از اوایل دهه ۱۳۵۰ به راه انداختند و الگوی موسیقی ایرانی امروزی شدند. در فاصله زمانی بین این دو، یعنی حدود پانزده سال، هیچ‌کس جز فرامرز پایور، کار جدی و پی‌گیر در زمینهٔ موسیقی اصیل انجام نمی‌داد.
وی در اجراهای گروهی خود با شماری از نخبگان موسیقی ایرانی مانند: جلیل شهناز و هوشنگ ظریف (تار)، رحمت‌الله بدیعی و علی اصغر بهاری (کمانچه)، حسن ناهید و محمد موسوی (نی)، حسین تهرانی و محمد اسماعیلی (تنبک) همکاری کرده است. در دههٔ ۱۳۶۰ به همراهی جلیل شهناز، علی اصغر بهاری، محمد اسماعیلی و محمد موسوی، برای بار دیگر «گروه اساتید موسیقی ایران» را سازمان داد و سرپرستی، آهنگ‌سازی و نوازندگی سنتور را در آن به دوش گرفت. این گروه، آثار ماندگاری با محمدرضا شجریان و شهرام ناظری اجرا کردند.

## آلبوم‌ها

### آواز عبدالوهاب شهیدی
- عود من خداحافظ (عبدالوهاب شهیدی، فرامرز پایور، پرویز یاحقی و جهانگیر ملک)
- نگاه گرم تو (زندگی) (عبدالوهاب شهیدی، فرامرز پایور، حسن ناهید، هوشنگ ظریف، رحمت‌الله بدیعی، محمد اسماعیلی)
- بی تو به سر نمی‌شود (عبدالوهاب شهیدی، پرویز یاحقی، فرامرز پایور، جهانگیر ملک و هنرمندان دیگر)
- اجرای عبدالوهاب شهیدی و ارکستر سازهای ملی و فرامرز پایور (مجموعه موسیقی تصویری در دستگاه سه گاه)

### آواز محمدرضا شجریان
- گلبانگ شجریان ۱ (بت چین)
- خلوت گزیده (گروه اساتید موسیقی ایران به سرپرستی فرامرز پایور، خواننده: محمدرضا شجریان)
- راز دل (خون جوانان وطن) (گروه پایور به سرپرستی فرامرز پایور خواننده: محمدرضا شجریان)
- انتظار دل (گروه اساتید موسیقی ایران به سرپرستی فرامرز پایور خواننده: محمدرضا شجریان)
- ساز قصه گو (گروه پایور به سرپرستی فرامرز پایور و آواز محمدرضا شجریان)
- یوسف گم‌گشته (گروه پایور به سرپرستی فرامرز پایور خواننده: محمدرضا شجریان)

### آواز شهرام ناظری
- آلبوم دل شیدا (ارکستر پایور، آواز اصفهان، خواننده: شهرام ناظری)
- کنسرت اساتید موسیقی ایران (گروه اساتید موسیقی ایران، آواز ابوعطا، خواننده: شهرام ناظری)
- لیلی و مجنون (گروه پایور، دستگاه شور، خواننده: شهرام ناظری)

### سایر آثار
- آتش دل (آواز توسط علیرضا افتخاری)
- به پاس نیم‌قرن فعالیت هنری استاد فرامرز پایور (آواز عبدالوهاب شهیدی، محمدرضا شجریان، شهرام ناظری، اسماعیل ادیب خوانساری و محمود کریمی)
- آلبوم آموزشی دستور سنتور (فرامرز پایور)
- سی قطعه چهارمضراب (فرامرز پایور)
- شهرناز (فرامرز پایور، حسین تهرانی)
- پرنیان (فرامرز پایور)
- ضرباهنگ (فرامرز پایور، حسین تهرانی)
- شهرآشوب (فرامرز پایور، حسین تهرانی)
- دلنواز (فرامرز پایور، حسین تهرانی)
- کرشمه (اجرای آثار درویش‌خان با ارکستر)
- پریزاد (اجرای آثار درویش‌خان با ارکستر)
- دلکش (اجرای آثار درویش‌خان با ارکستر)
- دستگاه ماهور و سه‌گاه (فرامرز پایور، هوشنگ ظریف و محمد اسماعیلی)
- نغمه‌هایی در دستگاه شور و ماهور (ارکستر پایور)
- شور، چهارگاه، به یاد حبیب سماعی (فرامرز پایور)
- دستگاه همایون (فرامرز پایور، محمد اسماعیلی)
- رهاورد (فرامرز پایور، جلیل شهناز، محمد اسماعیلی)
- چهارباغ (گروه اساتید به سرپرستی فرامرز پایور، خواننده: علی رستمیان)
- ضرب اصول (فرامرز پایور، حسین تهرانی)
- حاصل عمر (پایور، بهاری، تهرانی)
- حکایت دل (گروه پایور، خواننده: علی رستمیان)
- پراکنده (فرامرز پایور، محمد اسماعیلی) این آلبوم همچنین با نام «در زیر باران» و در خارج از ایران نیز به اسم «یادگاری» منتشر شده است.
- ارغوان (گروه پایور، خواننده: علی رستمیان)
- شب مهتاب (مجموعه تصانیفی که علی رستمیان با گروه پایور خوانده است)
- نوای دل
- بداهه‌نوازی نوا، راست پنجگاه (فرامرز پایور)
- رِنگ شهر آشوب (فرامرز پایور)
- گروه‌نوازی
- گفتگو (مجموعه دو نوازی برای سنتور و سازهای مختلف)
- پرده عشاق (گروه پایور، خواننده: حمیدرضا نوربخش)
- سروش بهار (ساخته فرامرز پایور، خواننده: بهرام باجلان)
- مویه (گروه دلنوازی با همکاری فرامرز پایور، جلیل شهناز، محمد موسوی)
- کرشمه نرگس (فرامرز پایور، جلیل شهناز، محمد اسماعیلی، خواننده: سیامک شجریان)
- هفت پیکر
- آواز محمود کریمی (سنتور: فرامرز پایور، سه تار: داریوش صفوت)
- تنها یک خاطره (فرامرز پایور و محمدرضا لطفی)
- عیاران (اجرای آثاری از احمد پژمان توسط گروه سازهای ملی)
- قطعاتی از استادان قدیم ایران (گروه سازهای ملی، تنظیم و سرپرست گروه: استاد فرامرز پایور)
- هم‌نوازی استادان (اجرای گروه پایور، انتشار در ۱۳۹۱)
- تعدادی از برنامه‌های گل‌ها با همکاری استاد فرامرز پایور: شماره ۱۰۳، ۱۰۷، ۱۲۳، ۱۲۴، ۱۳۳، ۱۳۷، ۱۵۰، ۱۵۶، ۱۵۸، ۱۶۲، ۱۸۱، ۱۸۲، ۱۸۳، ۱۸۵، ۱۰۲
- و سایر آثار فاخر دیگر

## تألیف‌ها
- دستور سنتور، دی ۱۳۴۰
- سی قطعه چهارمضراب برای سنتور، اردیبهشت ۱۳۵۱
- هشت آهنگ برای سنتور، فروردین ۱۳۵۷
- پرنیان (دونوازی برای تار و سنتور)، مهر ۱۳۵۸
- گفتگو (دو نوازی برای ویلن و سنتور)، بهمن ۱۳۵۸
- ردیف (چپ‌کوک) برای سنتور، مهر ۱۳۵۹
- مجموعه پیش‌درآمد و رنگ (برای سنتور)، مهر ۱۳۵۹
- مجموعه پیش‌درآمد و رنگ (برای ویلن)، مهر ۱۳۶۱
- قطعات موسیقی مجلسی، مهر ۱۳۶۱
- فانوس، مهر ۱۳۶۱
- تئوری موسیقی، اردیبهشت ۱۳۶۲
- رِنگ شهرآشوب، خرداد ۱۳۶۳
- دوره ابتدایی، شهریور ۱۳۶۷
- رهگذر (دونوازی برای سنتور و فلوت)، شهریور ۱۳۶۸
- آموزش ابتدایی تار، شهریور ۱۳۷۳
- ردیف آوازی و تصانیف قدیمی به روایت استاد عبدالله دوامی، شهریور ۱۳۷۵
- ویرایش مجدد دوره‌های سنتور ردیف استاد ابوالحسن صبا{ویرایش اولیه توسط مسعود غریب زاده ۱۳۷۳ تا ۱۳۷۵} (بازنویسی توسط پژمان آذرمینا)، فروردین ۱۳۷۸
- فالگوش (هفت قطعه برای سنتور)، ۱۳۷۹ ــ نت‌نویس کامپیوتری مسعود غریب زاده
- چهل قطعه برای سنتور (پیش‌درآمد، رنگ، چهارمضراب از استادان قدیم ایران) گردآوری و تنظیم فرامرز پایور و تدوین شده توسط مینا افتاده، ۱۳۸۳
- ردیف استاد ابوالحسن صبا برای سنتور چپ کوک، به کوشش فرامرز پایور، (انتقال به چپ کوک و ویرایش توسط مینا افتاده)، ۱۳۹۰، (نسخه اولیه این کتاب در اردیبهشت ۱۳۵۹ توسط خانم افتاده و زیر نظر استاد پایور آماده شده است)